# Школа № 6 (Мелитополь)
Мелитопольская средняя школа № 6 — общеобразовательное учебное заведение в городе Мелитополь Запорожской области.

## История
Школа начала работу 1 сентября 1923 года и первоначально размещалась по адресу улица Дзержинского, 27. Кроме учеников из Мелитополя, в школе занимались учащиеся 8-10 классов из Вознесенки.
Школа закрывалась на годы войны, а после освобождения Мелитополя в 1943 году школа № 6 снова открылась в здании бухгалтерской школы на улице Дзержинского, 25.
В 1947 году школа переехала на проспект Богдана Хмельницкого, в двухэтажное здание, в котором сейчас находится ресторан «Белый рояль». В этом здании было оборудовано 8 классных комнат, библиотека, учительская, кабинет директора, бухгалтерия, а во дворе были размещены буфет и пионерская комната. Через дорогу, в одноэтажном здании, расположенном на месте нынешнего Укртелекома, было ещё 6 классных комнат, спортивный зал и медпункт. В школу привозили учащихся 8-10 классов из совхоза Садовый.
1 сентября 1965 школа переехала в новое трёхэтажное здание на улице Воровского, 185. В здании были актовый зал, спортивный зал с раздевалками, свой кинотеатр, во дворе — столовая, буфет, теплица, мастерские по металлу и дереву, класс обслуживающего труда, возле школы был разбит приусадебный участок. Школа полезной площадью 3694,6 кв. м. была рассчитана на 964 места. С 1965 по 1971 годы школа была восьмилетней, затем снова стала десятилетней.

## Деятельность
В школе 46 учителей, в том числе 20 специалистов высшей категории (2013). 12 педагогов сами являются выпускниками школы № 6.